# Claude Perroy
Claude Perroy de La Foretille né à Marcigny-sur-Loire (Bourgogne) en 1734 et mort à Dijon le 9 juin 1794, était un conseiller à la Chambre des comptes de Dijon.

## Biographie
Claude Perroy, seigneur de la Foretille, fut conseiller du Roi (Louis XVI) et maître ordinaire en la chambre des comptes de Dijon. Il fut condamné à mort pour "avoir perçu la dîme en nature et ayant refusé les assignats" par le tribunal révolutionnaire de Paris. Il fut guillotiné à Dijon le 9 juin 1794,, à l’âge de 60 ans et fut un des derniers à être guillotiné sur la place du Morimont à Dijon.

Claude Perroy était marié à Marie du Bessey de Villechaize.
Claude Perroy est aussi connu pour avoir été l’un des propriétaires du Château de Sercy (Saône-et-Loire). 
Les descendants de sa petite-fille Jacqueline-Marie Perroy de Sercy (qui épousa en 1806 son proche parent Jean-Guy du Bessey de Contenson, baron de Pontamailly) possèdent le château jusqu'à nos jours.